# Augustinern 47 (Quedlinburg)

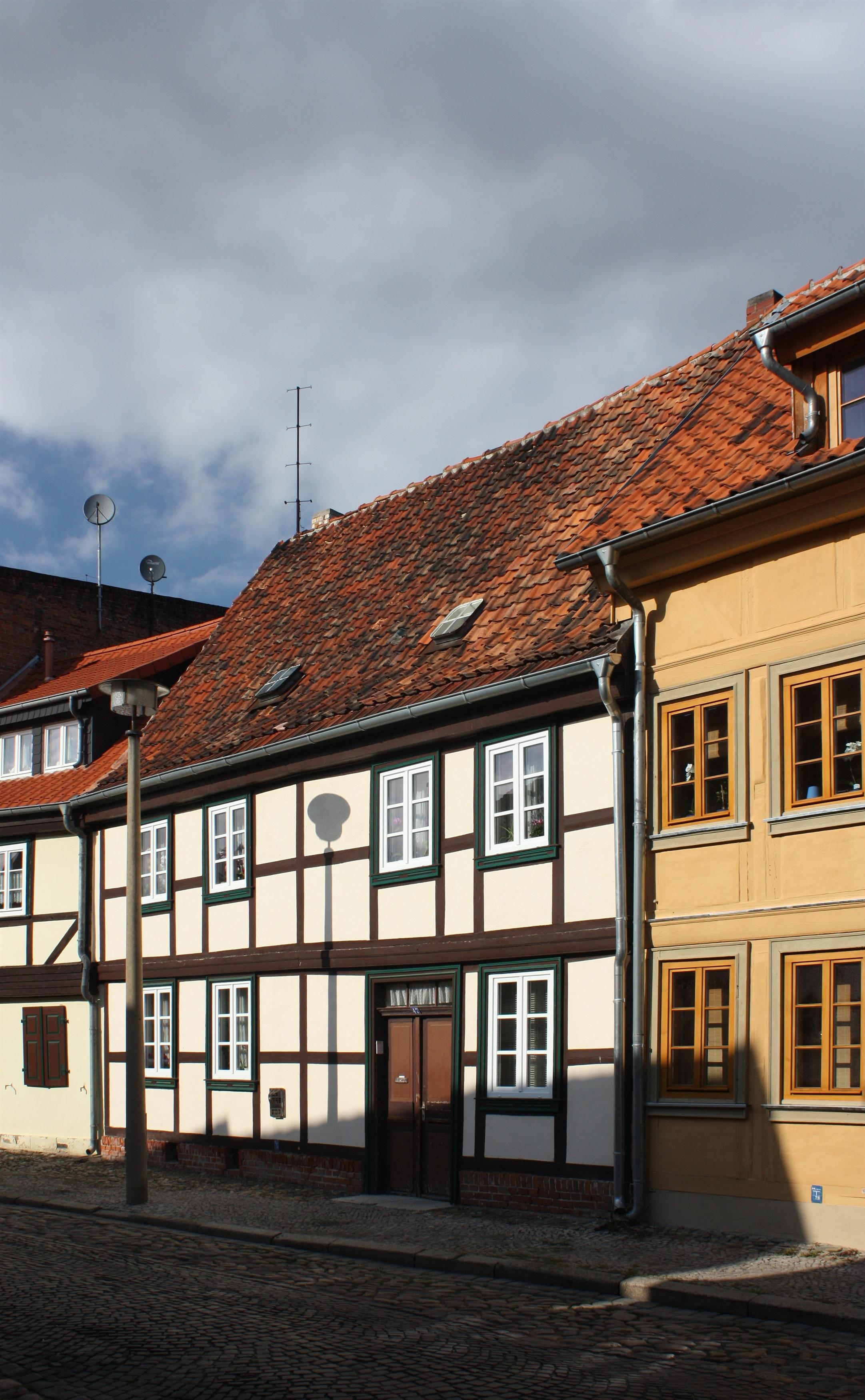
Haus Augustinern 47, 2012

Das Haus Augustinern 47 ist ein denkmalgeschütztes Gebäude in der Stadt Quedlinburg in Sachsen-Anhalt.

## Lage
Es befindet sich im nördlichen Teil der historischen Quedlinburger Neustadt, auf der nordöstlichen Seite der Straße Augustinern und gehört zum UNESCO-Weltkulturerbe. Westlich grenzt das gleichfalls denkmalgeschützte Haus Augustinern 46 an.

## Architektur und Geschichte
Das zweigeschossige traufständige Fachwerkhaus entstand in der Zeit um 1820. Es ist schlicht gestaltet und in seiner ursprünglichen Form erhalten.
1878 gehörte es dem Maurer Wilhelm Hahn. Auch 1899 war noch ein Maurer Hahn Eigentümer. Es folgte 1910 Gärtner Krebs. Die Familie Krebs blieb länger Eigentümer. Sowohl 1935 als auch 1950 war Minna Krebs Eigentümerin. In der Zeit der DDR gab es in den 1980er Jahren Planungen alle Häuser der Straße Augustiner, darunter auch Augustinern 47, abzureißen und durch Plattenbauten zu ersetzen. In Folge der politischen Wende des Jahres 1989 kam es jedoch nicht mehr zur Umsetzung des Vorhabens.
Im Denkmalverzeichnis des Landes Sachsen-Anhalt ist das Wohnhaus unter der Erfassungsnummer 094 46010 als Baudenkmal verzeichnet.